# Helibelton Palacios
Helibelton Palacios Zapata (ur. 11 czerwca 1993 w Santander de Quilichao) – kolumbijski piłkarz występujący na pozycji prawego obrońcy, reprezentant Kolumbii, od 2021 roku zawodnik hiszpańskiego Elche.